# Villanueva del Campo (kommunhuvudort)
Villanueva del Campo är en kommunhuvudort i Spanien.   Den ligger i provinsen Provincia de Zamora och regionen Kastilien och Leon, i den nordvästra delen av landet, 220 km nordväst om huvudstaden Madrid. Villanueva del Campo ligger 754 meter över havet och antalet invånare är 1 065.
Terrängen runt Villanueva del Campo är platt. Runt Villanueva del Campo är det mycket glesbefolkat, med 5 invånare per kvadratkilometer. Närmaste större samhälle är Valderas, 10,8 km norr om Villanueva del Campo. Trakten runt Villanueva del Campo består till största delen av jordbruksmark.